# Georges Denis
Georges-Gustave Denis (né le 28 octobre 1868 à Saint-Georges-Buttavent et décédé le 28 octobre 1950 à Contest) est un homme politique français.

## Biographie
Fils de Gustave Denis, il est ingénieur de Centrale Paris (Promo 1891). Il épouse à Sedan Elisabeth Bacot. Il adhère au Cercle Républicain de Mayenne en 1896. Il est conseiller général de 1925 à 1940, et Député de la Mayenne de 1932 à 1940. Inscrit à l'Alliance démocratique, il est maire de Contest de mai 1912 à 1944. Il est sans descendance.
Il est fait chevalier de l'ordre de la Légion d'honneur et de l'Ordre de Léopold en 1917.
Il a voté pour les pleins pouvoirs à Pétain. Il est membre du Conseil départemental de la Mayenne en 1943.
Après la Libération, il est déclaré inéligible après consultation du Comité départemental de libération de la Mayenne (alinéa c de l'article 18 de l'Ordonnance portant organisation des pouvoirs publics en France après la Libération).

## Source
- « Georges Denis », dans le Dictionnaire des parlementaires français (1889-1940), sous la direction de Jean Jolly, PUF, 1960 [détail de l’édition]
- « Cote LH/731/60 », base Léonore, ministère français de la Culture